# Glennallen
Pour les articles homonymes, voir Glen Allen.
Glennallen est une ville d'Alaska, située dans la Région de recensement de Valdez-Cordova, aux États-Unis. Elle comporte 554 habitants (en 2000). Le nom de la localité a été fixé en 1961 par la Poste Fédérale, passant de Glenallen à Glennallen.

## Situation et climat
Glennallen se trouve à l'intersection de la Glenn Highway et de la Richardson Highway, à 304 kilomètres à l'est d'Anchorage, à l'extérieur de la limite ouest du Parc national de Wrangell–Saint-Élie.
Glennallen jouit d'un climat continental, avec de longs hivers rudes et des étés assez chauds. La température peut descendre à -46° en janvier (en moyenne -23°), et atteindre 27° en juillet. La moyenne des chutes de neige est d'un mètre.

## Histoire
Dans des temps reculés, les indiens Ahtnas, à la recherche de territoires de pêche, suivirent la Copper River, et s'installèrent aux environs de Glennallen.
En 1899, l'armée américaine ouvrit une piste pour l'emprunter durant les mois d'été, entre le port de Valdez et Eagle, qui passait au travers de la vallée de la Copper River. C'est au début du XXe siècle que cette voie fut élargie et devint la Richardson Highway.
Pendant la Seconde Guerre mondiale, les États-Unis construisirent une série de bases militaires en Alaska, dans le but d'approvisionner les avions dans le cadre du programme Lend-Lease. Pour ce faire, des routes furent créées comme la Route de l'Alaska ainsi que la Glenn Highway qui reliait Anchorage à la Richardson Highway, et de là au reste de l'Alaska, mais aussi aux autres États américains, via le Canada.
La construction de la Glenn Highway a commencé à partir d'un camp, sur la Richardson Highway, dans la vallée de la Copper River, nommé Glennallen du nom de deux explorateurs de la fin du XIXe siècle, Edwin Glenn et Henry Tureman Allen. La route fut ouverte en 1945 et devint rapidement une importante voie de communication et de commerce.
Entre 1950 et 1960, une autre route fut construite, la Tok Cut-Off, à 25 kilomètres de Glennallen, qui conduisait à la ville de Tok. Glennallen devint alors un important centre de commerce. Une école fut ouverte en 1956, ce qui entraîna un accroissement de population.
Mais les ressources économiques de Glennallen s'accrurent encore avec la construction de l'Oléoduc trans-Alaska, entre 1975 et 1977. La construction de la George Parks Highway, qui reliait directement Anchorage et Fairbanks, en passant par le Parc national et réserve de Denali s'est faite au détriment de Glennallen, qui reste toutefois, du fait de sa situation géographique, une étape vers la visite du Parc national de Wrangell–Saint-Élie, et qui offre commerces, écoles et établissements médicaux.

## Démographie
| 1950 | 1960 | 1970 | 1980 | 1990 | 2000 | 2010 | - |
| ---- | ---- | ---- | ---- | ---- | ---- | ---- | - |
| 142  | 169  | 363  | 511  | 451  | 554  | 483  | - |